# Wolf Zielna
Wolf Zielna, dawniej Zielna Point – budynek biurowy znajdujący się przy ul. Zielnej 41/43 w Warszawie.

## Położenie i charakterystyka
Biurowiec znajduje się na rogu ulic Zielnej i Próżnej w dzielnicy Śródmieście, na obszarze Miejskiego Systemu Informacji Śródmieście Północne. Przylega do dolnej części wieżowca PAST-y. Przed II wojną światową w tym miejscu znajdowały się dwie kamienice.
Budynek został zaprojektowany w 1996 roku w pracowni architektonicznej APA Kuryłowicz & Associates. Architektami byli Stefan Kuryłowicz, Piotr Kuczyński, Katarzyna Flasińska-Rubik, Maria Saloni-Sadowska i Fryderyk Szymański. Za konstrukcję odpowiedzialne było KiP Biuro Projektów Konstrukcji Budowlanych Piotr Kapela, Piotr Pachowski, a za wnętrza – Ewa Kuryłowicz.
Budynek powstał w latach 1997–1998. Inwestorem było przedsiębiorstwo Wolf Immobilien Polska, a generalnym wykonawcą Por-Bud. Pierwotnie nosił nazwę handlową Zielna Point.
Od 2012 roku budynek jest siedzibą polskiego oddziału Bank of China.

## Architektura
Kubatura budynku to 21 640 m³, powierzchnia całkowita 6110 m², użytkowa 5442 m², z czego powierzchnia biurowa do wynajęcia to 4113 m². Posadowiono go na działce o powierzchni 630 m². Budynek ma 8 kondygnacji nadziemnych i 2 podziemne z 35 miejscami parkingowymi.
Budynek ma prostą, dość masywną formę z zaokrąglonym narożnikiem i prostymi oknami. Elewacje zostały pokryte kremowo-beżowym trawertynem. Zaprojektowano trapezoidalny wykusz z przeszkleniami w kolorze zielonym i srebrnymi detalami. Podcień wejściowy jest niesymetryczny. Dynamikę budynku podkreślają ukośne linie oraz przeszklone ostatnie piętro z tarasem.
Budynek wpisuje się w nurt neofunkcjonalizmu w architekturze. Wykazuje pewne podobieństwo w wyglądzie do pobliskiego Centrum Królewska i według krytyków dobrze wpisuje się w historyczne otoczenie. Ze względu na zaokrąglony narożnik, według Andrzeja Kicińskiego, należy do grupy warszawskich budynków określanych jako „brzuchacze”. W okresie powstawania wyróżniał się spośród innych brakiem całkowitego przeszklenia i jakością zastosowanych materiałów wykończeniowych.
Biurowiec został wybrany przez Martę Leśniakowską do katalogu 800 budynków z ogólnej liczby ok. 20 000 z okresu od początku do sierpnia 1998, które są najbardziej reprezentatywne dla Warszawy i 230 budynków (z ogólnej liczby 450) z lat 1989–2001, które najlepiej oddają styl architektoniczny tego okresu lub są cenne z punktu widzenia artystycznego i architektonicznego. Znalazł się również w katalogu wystawy „Plany na przyszłość” z 2000 roku wśród przykładów przemian architektonicznych stolicy poprzednich 10 lat.